# Fiestas de la Paloma

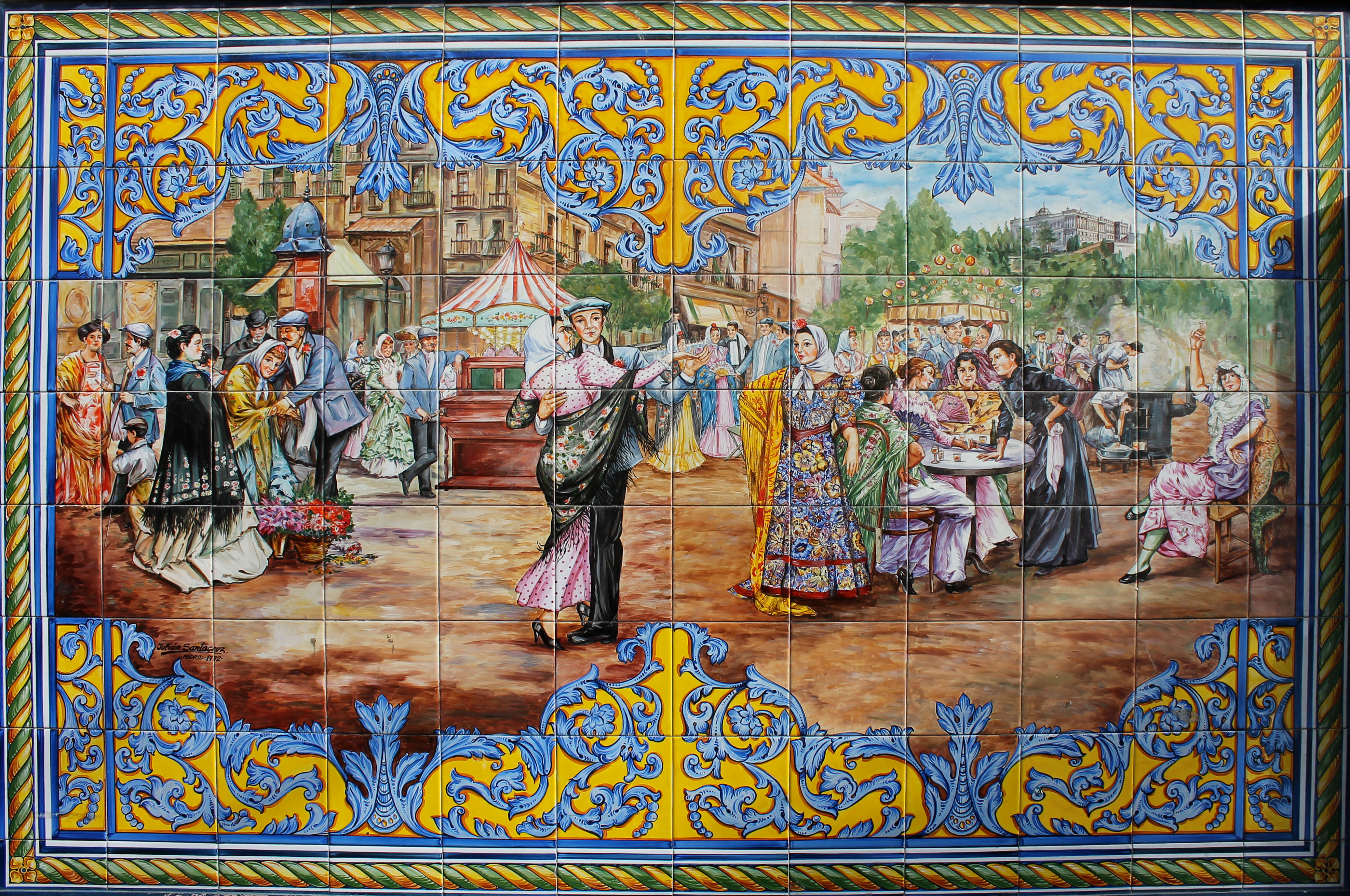
Representación de la verbena de la Paloma, en la azulejería con orla talaverana, de un local en la calle Martín de los Heros, 59-bis, de Madrid.

Las Fiestas de la Paloma o Verbena de la Paloma es una celebración veraniega localizada en su origen en el antiguo barrio de Calatrava, en las inmediaciones de la calle de Toledo y la plaza de la Cebada, administrativamente barrio de La Latina del distrito centro en Madrid. Se celebran en honor a la Virgen de la Paloma, en torno al 15 de agosto (la virgen de agosto), cerrando la trilogía de verbenas madrileñas tradicionales de ese mes.
La vertiente religiosa de las fiestas queda representada por la procesión que sale de Iglesia de la Paloma, junto a la Puerta de Toledo, después de que un representante del cuerpo de bomberos de la ciudad haya tenido el honor de bajar el cuadro de su retablo. La popularidad que alcanzó esta verbena durante el último cuarto del siglo XIX, dio lugar a una zarzuela, La verbena de la Paloma de Ricardo de la Vega y el maestro Tomás Bretón, que luego sería llevada al cine en repetidas ocasiones a lo largo del siglo XX.

## Historia

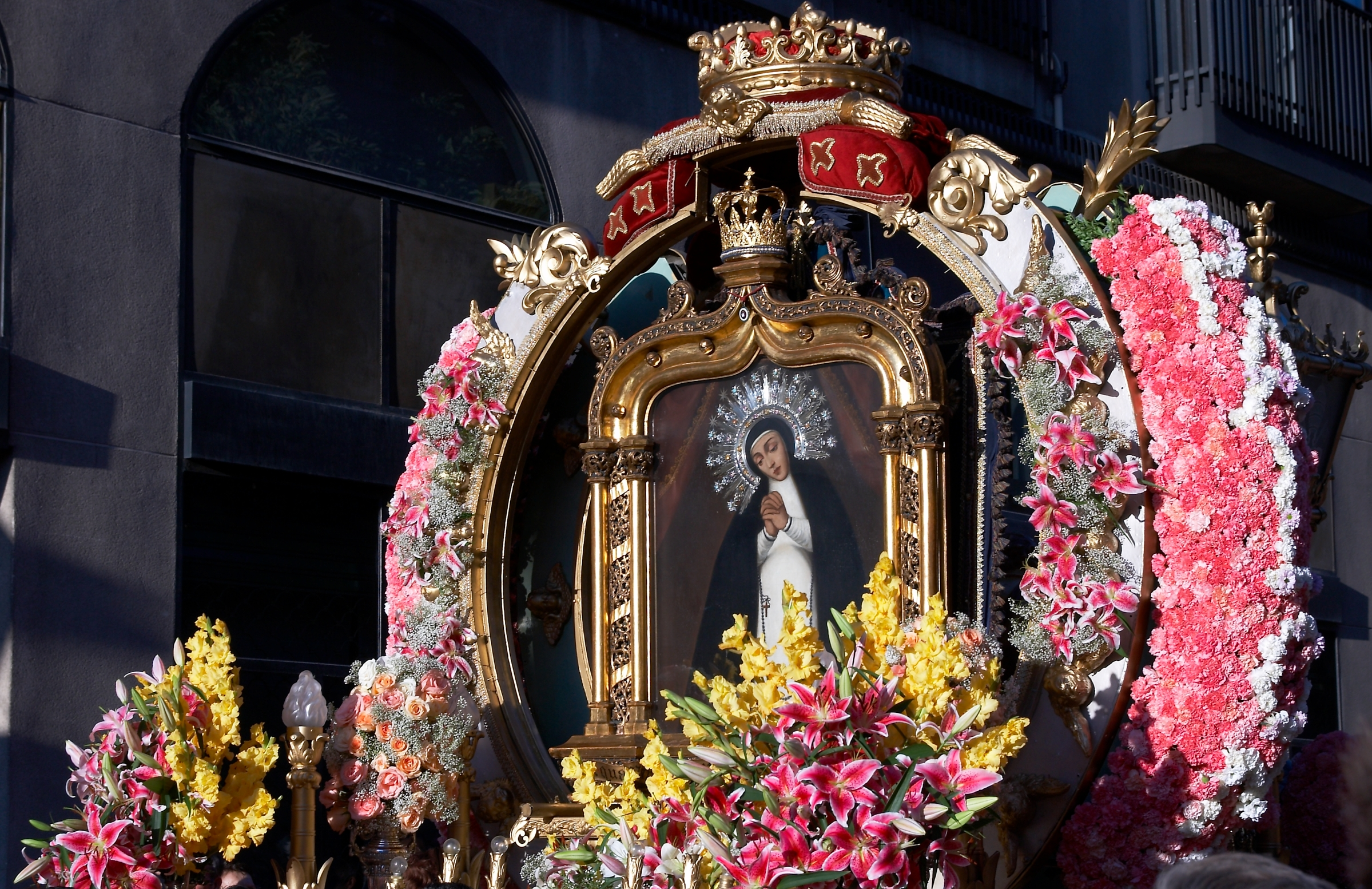
El cuadro de la virgen de la Paloma, en procesión por la calle Isabel Tintero

La veneración por una imagen de la virgen (inicialmente denominada Virgen de la Soledad por la expresión de su rostro) representada en un cuadro en marco de madera y de autor anónimo, tuvo su origen legendario cuando, en 1787, unas monjas de Santa Juana lo descubrieron en un corralón. Sí ha quedado documentación de la solicitud al ayuntamiento por Isabel Tintero, una vecina del barrio que vivía en la calle de la Paloma, para exponer la imagen en el portal de su casa durante algún tiempo. La popularidad del icono fue creciendo y atrayendo a vecinos y paseantes del barrio. Al parecer, esa popularidad hizo que se le mudara el nombre a la imagen que pasó de Virgen de la Soledad a Virgen de la Paloma (por la calle en la que se exhibía). El posterior traslado de la imagen a la iglesia de la Paloma (cuyo nombre eclesiástico oficial es, desde 1891, iglesia de San Pedro el Real). Y ese traslado de la imagen marcó el inicio de las procesiones, celebradas como otras muchas fiestas de la Asunción de Nuestra Señora, el 15 de agosto.
Queda noticia de que hacia 1797, y por tanto antes del traslado, los vecinos del barrio de la Fuentecilla celebraban el fenómeno de la asunción con un canto de la Salve en la víspera del día 15 de agosto, con misa solemne al día siguiente.

## Características de la celebración

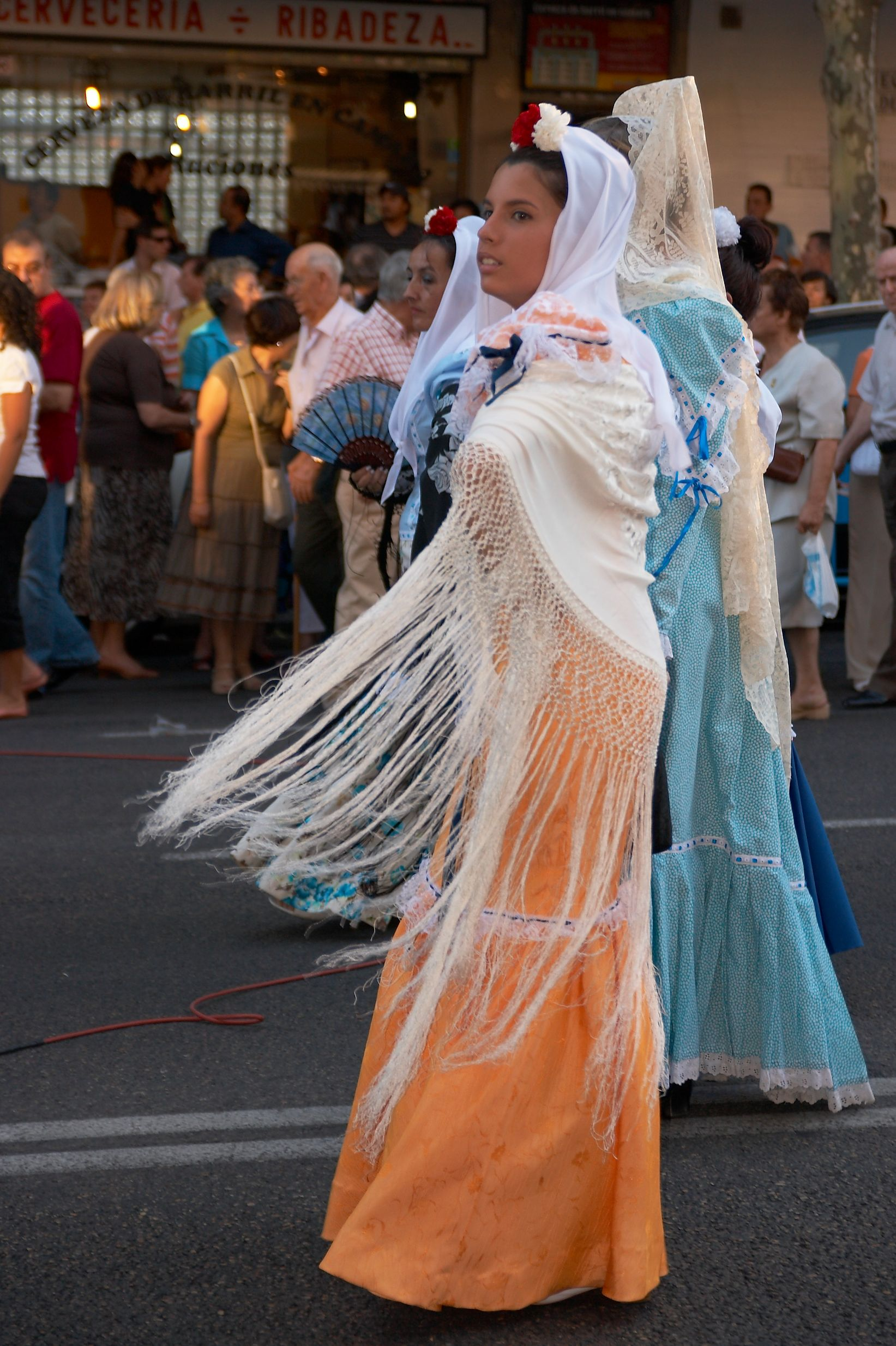
La celebración es una oportunidad para vestirse de chulapos (ellos) y manolas (ellas).

La celebración desde finales del siglo XX se encadenan y solapan con las de  san Cayetano (7 de agosto) y las de San Lorenzo (10 de agosto). De esta forma los programas comienzan anunciándose conjuntamente en pregón oficial desde la Plaza de Cascorro. Las corralas de la calle de la Paloma se decoran con luces y guirnaldas, y en casi todas ellas se celebran concursos de mantones de Manila, decoración de balcones, bailes (generalmente chotis), degustaciones de productos típicos de Madrid. Son tradicionales las reuniones y verbenas de la plaza de la Paja, la plaza de la Cebada, Puerta de Moros y, prolongándose por la carrera de San Francisco, las del antiguo campillo de San Francisco y el vecino campillo de las Vistillas, extendiéndose por el conjunto de jardines de Las Vistillas. 
Por la mañana se ofrece una ofrenda floral a la virgen, que se realiza justo en la fachada de la iglesia. La fiesta cierra el propio día 15 de agosto con una procesión que tiene su punto de partida en la Iglesia de la Paloma y recorre el eje de la calle de Toledo hasta la plaza de la Cebada. Generalmente suele regresar por calles cercanas a la plaza de la Paja. El recorrido suele mostrar balcones engalanados con mantones, imágenes de la virgen en diferentes fachadas. Algunos de los asistentes suelen vestirse con trajes de diferentes épocas, imitando en ocasiones la indumentaria tradicional de manolos, chisperos y goyescos.

## En las artes
Muy populares desde el siglo XIX, las fiestas de la Paloma han generado un abultado legado cultural en materia de zarzuela y cine. El origen de esos homenajes fue la zarzuela en un acto titulada precisamente La verbena de la Paloma, con libreto de Ricardo de la Vega y música compuesta por Tomás Bretón, que se estrenó el 17 de febrero de 1894 en el Teatro Apolo de Madrid. Lleva el subtítulo de El boticario y las chulapas y celos mal reprimidos. El mismo tema fue desarrollado luego en varias producciones del cine español:
- La verbena de la Paloma película de 1921, de José Buchs; la primera película de éxito de la productora Atlántida SACE, la más importante en España durante los años 1920.
- La verbena de la Paloma película de 1934, dirigida por Benito Perojo, primera versión sonora del tema.
- La verbena de la Paloma película de 1963. Musical dirigido por José Luis Sáenz de Heredia, primera versión en color.

## Homenajes municipales
En los barrios del cinturón madrileño se le ha dedicado el nombre a algunas calles y avenidas, como la Avenida de la Verbena de la Paloma en el barrio de los Ángeles en Villaverde. Asimismo, los bomberos de Madrid (uno de cuyos parques se encuentra en las cercanías de Puerta de Toledo, muy cerca de la iglesia de la Paloma), tienen a esta virgen como su Patrona.